# Чивитела Ровето
Чивитела Ровето (итал. Civitella Roveto) је насеље у Италији у округу Л'Аквила, региону Абруцо.
Према процени из 2011. у насељу је живело 2687 становника. Насеље се налази на надморској висини од 530 м.

## Становништво
Према резултатима пописа становништва 2011. у општини је живело 3.374 становника.
| 1931. | 1936. | 1951. | 1961. | 1971. | 1981. | 1991. | 2001. | 2011. |
| ----- | ----- | ----- | ----- | ----- | ----- | ----- | ----- | ----- |
| 2.905 | 2.991 | 3.362 | 3.110 | 3.038 | 2.911 | 3.260 | 3.330 | 3.374 |

## Партнерски градови
- Касје